# Puente Teodoro Moscoso
El Puente Teodoro Moscoso, situado en Puerto Rico, funciona como una extensión de la PR-17, también conocida como Autopista Jesús T. Piñero, conectando esta vía con la Autopista Román Baldorioty de Castro (PR-26). Atraviesa la Laguna San José uniendo así sectores del barrio Río Piedras en San Juan con la región de Isla Verde en Carolina.
El puente es una entrada opcional al Aeropuerto Internacional Luis Muñoz Marín. Consta de cuatro carriles y una plaza de peaje con una tarifa mínima de $3.80 en cada dirección. El puente tiene astas en ambos lados con banderas estadounidenses y puertorriqueñas alternas, respectivamente.

## Etimología
El puente lleva el nombre del político Teodoro Moscoso, conocido por la Operación Manos a la Obra, un plan de expansión económica en Puerto Rico después de la Segunda Guerra Mundial.

## Eventos y filmografía
En el puente se lleva a cabo una de las carreras de 10K más grandes del mundo; The World's Best 10K atrae a miles de competidores locales e internacionales cada año.
En 2010, la película Fast Five tuvo varias de sus escenas filmadas en Puerto Rico, incluyendo en este puente.